# Miro Alilović
Mirsad Alilović, detto Miro (28 febbraio 1977), è un allenatore di pallacanestro sloveno.